# Gadirtha impingens
Gadirtha impingens is een nachtvlinder van de familie visstaartjes (Nolidae). De soort komt voor van Noord-India en Zuid-China tot Queensland, de Bismarck-archipel en de Salomonseilanden, evenals in Japan (Honshu, Shikoku, Kyushu, Tsushima). Het leefgebied bestaat uit laaglandgebieden tot 2.600 meter, maar de soort komt het meest voor op hoogtes variërend van 1.000 tot 2.000 meter.
De rupsen voeden zich met Sapium en Stillingia.

## Ondersoorten
- Gadirtha impingens impingens
- Gadirtha impingens guineana Swinhoe, 1918
- Gadirtha impingens tinctoides Snellen, 1877
- Gadirtha impingens uniformis Sugi, 1982